# Lariano
Lariano est une commune de la ville métropolitaine de Rome Capitale dans le Latium en Italie.

## Administration
| Période                                  | Période | Identité              | Étiquette                 | Qualité |
| ---------------------------------------- | ------- | --------------------- | ------------------------- | ------- |
| 1968                                     | 1972    | Luigi Brass           |                           |         |
| 1972                                     | 1994    | Tiberio Bartoli       |                           |         |
| 1994                                     | 1998    | Ferdinando Tamburlani | Partito Popolare Italiano |         |
| 1998                                     | 2002    | Primo Romaggioli      | Lista civica              |         |
| 2002                                     | 2011    | Enzo De Caro          | Commissario               |         |
| 2012                                     | 2016    | Maurizio Caliciotti   | Lista civica              |         |
| 2016                                     | ?       | ?                     | ?                         |         |
| Les données manquantes sont à compléter. |         |                       |                           |         |

### Communes limitrophes
Artena, Cori, Rocca di Papa, Rocca Priora, Velletri

## Jumelages
- Sausset-les-Pins (France) depuis 1980
- Victoria (Roumanie) depuis avril 2007